# Rubén Darío Paredes
Rubén Darío Paredes del Río (1933) foi um oficial do exército panamenho e governante militar do Panamá (1982-1983).
De 1975-1978, foi ministro da Agricultura e Desenvolvimento. Posteriormente, o coronel Paredes chegou ao poder como líder militar do país após o golpe de Estado contra o coronel Florencio Flores. Seu mandato foi de março de 1982 a agosto de 1983; sendo promovido ao posto de general em 3 de março.  Durante seu mandato influenciou a renúncia do presidente Aristides Royo, no mesmo ano. 
Paredes retirou-se da Guarda Nacional do Panamá depois de fazer um acordo com Manuel Noriega que iria fazê-lo presidente. No entanto, após sua renúncia, Noriega renegou o acordo e mandou prendê-lo. 
Paredes é aposentado e vive na Cidade do Panamá, Panamá. Seu tio, Rigoberto Paredes, foi membro da Assembleia Nacional na década de 1980, e foi um dos aliados mais próximos de Norriega.